# Гойя (премия, 2016)
XXX церемония вручения премии «Гойя» состоялась 6 февраля 2016 года. Ведущий — Дани Ровира.

## Номинации
Номинанты были объявлены 14 декабря 2015 года.

### Главные премии
| Лучший фильм | Лучший режиссёр |
| --- | --- |
| - Трумэн / Truman - В обмен на ничего / A cambio de nada - Невеста / La novia - Никому не нужна ночь / Nadie quiere la noche - Идеальный день / Un día perfecto | - Сеск Гай — Трумэн / Truman - Паула Ортис — Невеста / La novia - Изабель Койшет — Никому не нужна ночь / Nadie quiere la noche - Леон де Араноа — Идеальный день / Un día perfecto                                            |
| Лучший актёр | Лучшая актриса |
| - Рикардо Дарин — Трумэн / Truman - Педро Касабланк — B, la película / B, la película - Луис Тосар — Незнакомец / El desconocido - Асьер Эчеандиа — Невеста / La novia | - Наталия де Молина — Продукты питания и жильё / Techo y comida - Инма Куэста — Невеста / La novia - Пенелопа Крус — Ма Ма / Ma ma - Жюльет Бинош — Никому не нужна ночь / Nadie quiere la noche                               |
| Лучший актёр второго плана | Лучшая актриса второго плана |
| - Хавьер Камара — Трумэн / Truman - Фелипе Гарсия Велес — В обмен на ничего / A cambio de nada - Маноло Соло — B, la película / B, la película - Тим Роббинс — Идеальный день / Un día perfecto                                                                                | - Луиса Гаваса — Невеста / La novia - Эльвира Мингес — Незнакомец / El desconocido - Мариан Альварес — Счастливые 140 / Felices 140 - Нора Навас — Счастливые 140 / Felices 140                                                |
| Лучший мужской актёрский дебют | Лучший женский актёрский дебют |
| - Мигель Эрран — В обмен на ничего / A cambio de nada - Мануэль Бурке — Требования, чтобы быть нормальным человеком / Requisitos para ser una persona normal - Фернандо Коломо — Isla bonita / Isla bonita - Алекс Гарсия — Невеста / La novia                                 | - Ирен Эсколар — Un otoño sin Berlín / Un otoño sin Berlín - Антония Гусман — В обмен на ничего / A cambio de nada - Эрая Элиас — Бабушка / Amama - Йорданка Ариоса — Король Гаваны / El rey de La Habana                      |
| Лучший оригинальный сценарий | Лучший адаптированный сценарий |
| - Сеск Гай и Томас Арагай — Трумэн / Truman - Даниэль Гусман — В обмен на ничего / A cambio de nada - Альберто Марини — Незнакомец / El desconocido - Борха Кобеага — Переговорщик / Negociador                                                                                | - Леон де Араноа — Идеальный день / Un día perfecto - Давид Ильюндаин — B, la película / B, la película - Агусти Вильяронга — Король Гаваны / El rey de La Habana - Хавьер Гарсия Арредондо и Паула Ортис — Невеста / La novia |
| Лучший иностранный фильм на испанском языке | Лучший европейский фильм |
| - Клан / El Clan • Аргентина - La once / La once • Чили - Magallanes / Magallanes • Перу - Свадебное платье / Vestido de novia • Куба | - Мустанг / Mustang • Франция - По дороге в школу / Sur le chemin de l'école • Франция - Левиафан / Левиафан • Россия - Макбет / Macbeth • Великобритания                                                                      |
| Лучший режиссёрский дебют | Лучший мультипликационный фильм |
| - Даниэль Гусман — В обмен на ничего / A cambio de nada - Дани де ла Торре — Незнакомец / El desconocido - Летисия Долера — Требования, чтобы быть нормальным человеком / Requisitos para ser una persona normal - Хуан Мигель дель Кастильо — Techo y comida / Techo y comida | - Лунный флаг / Atrapa la bandera - Meñique - Noche ¿de paz? - Yoko eta Lagunak (Yoko y sus amigos) |

### Другие номинанты
| Лучшая операторская работа | Лучший монтаж |
| --- | --- |
| - Мигель Анхель Амоэдо — Невеста / La novia - Josep María Civit — Король Гаваны / El rey de La Habana - Jean Claude Larrieu — Никому не нужна ночь / Nadie quiere la noche - Álex Catalán — Идеальный день / Un día perfecto | - Хорхе Койра — Незнакомец / El desconocido - David Gallart — Требования, чтобы быть нормальным человеком / Requisitos para ser una persona normal - Pablo Barbieri — Трумэн / Truman - Nacho Ruiz Capillas — Идеальный день / Un día perfecto                                                                           |
| Лучшая работа художника | Лучший продюсер |
| - Антон Лагуна — Пальмы в снегу / Palmeras en la nieve - Jesús Bosqued Maté и Pilar Quintana — Невеста / La novia - Arturo García «Biaffra» и José Luis Arrizabalaga «Arri» — Убойный огонёк / Mi gran noche - Alain Bainée — Никому не нужна ночь / Nadie quiere la noche                                                               | - Никому не нужна ночь — Андрес Сантана и Марто Миро / Nadie quiere la noche - Незнакомец — Карлос Перес де Альбенис / El desconocido - Пальмы в снегу — Тони Новейя / Palmeras en la nieve - Идеальный день — Луис Фернандес Лаго / Un día perfecto                                                                     |
| Лучший звук | Лучшие спецэффекты |
| - Незнакомец — Дэвид Мачадо, Хайме Фернандес и Начо Аренас / El desconocido - Невеста — Клеменс Грулич, Сезар Молина и Игнасио Аренас / La novia - Анаклет: Секретный агент — Марк Ортс, Ориол Тарраго и Серхио Бёрман / Anacleto: Agente secreto - Убойный огонек — Дэвид Родригес, Николас де Пульпике и Серхио Бёрман / Mi Gran Noche | - Анаклет: Секретный агент — Льюис Кастельс и Льюис Ривера / Anacleto: Agente secreto - Незнакомец — Исидро Хименес и Пау Коста / El desconocido - Убойный огонек — Курро Муньос и Хуан Р. Молина / Mi Gran Noche - Tiempo sin aire — Курро Муньос и Рейес Абадес / Tiempo sin aire                                      |
| Лучшие костюмы | Лучший грим |
| - Никому не нужна ночь — Клара Бильбао / Nadie quiere la noche - Убойный огонек — Паола Торрес / Mi Gran Noche - Пальмы в снегу — Лолес Гарсия Галеан / Palmeras en la nieve - Идеальный день — Фернандо Гарсия / Un día perfecto | - Никому не нужна ночь — Пабло Перона, Пако Родригес и Sylvie Imbert / Nadie quiere la noche - Невеста — Эстер Гильом и Пилар Гильом / La novia - Ма Ма — Ана Лосано, Фито Деллибарда и Массимо Гаттабруси / Ma ma - Пальмы в снегу — Алисия Лопес, Кармель Солер, Маноло Гарсия и Педро де Диего / Palmeras en la nieve |
| Лучшую музыку | Лучшая песню |
| - Лукас Видаль — Никому не нужна ночь / Nadie quiere la noche - Санти Вега / El teatro del más allá. Chavín de Huántar - Невеста — Сигэру Умэбаяси / La novia - Ма Ма — Альберто Иглесиас / Ma ma | - «Palmeras en la nieve» — Лукас Видаль и Пабло Альборан — Пальмы в снегу / Palmeras en la nieve - «So Far and Yet So Close» — Антонио Меливео — El país del miedo - «Como me mata el tiempo» — Луис Иварс — Matar el tiempo - «Techo y comida» — Daniel Quiñones Perulero и Miguel Carabante Manzano — Techo y comida   |
| Лучший короткометражный фильм | Лучший короткометражный мультипликационный фильм |
| - El corredor - Cordelias - El Trueno Rojo - Inside the Box - Os meninos do rio | - Alike - Honorio. Dos minutos de sol - La noche del océano - Víctimas de Guernica |
| Лучший документальный фильм | Лучший короткометражный документальный фильм |
| - Sueños de sal - Chicas nuevas 24 horas - I Am Your Father - The Propaganda Game | - Hijos de la Tierra - Regreso a la Alcarria - Ventanas - Viento de atunes |

## Премия «Гойя» за заслуги
- Мариано Осорес